# 1183 Jutta
Az 1183 Jutta (ideiglenes jelöléssel 1930 DC) a Naprendszer kisbolygóövében található aszteroida. Karl Wilhelm Reinmuth fedezte fel 1930. február 22-én, Heidelbergben.